# Palacio de Valdecarzana-Heredia
El palacio de Valdecarzana-Heredia se localiza en la ciudad de Oviedo, capital del Principado de Asturias (España). Es una gran residencia palaciega urbana. 

## Historia
El palacio fue edificado entre 1627-1629 por Diego de Miranda. La familia Miranda fue uno de los grandes linajes del Principado de Asturias. Linaje, que al igual que otros nobles establecidos en la ciudad de Oviedo, construyeron entre los siglos XVII-XVIII un palacio en el que residir dignamente, de acuerdo con su condición social y poder económico y político. La casa ocupaba una situación privilegiada, en las cercanías de la Catedral. En su realización parecen haber participado los maestros Juan de Naveda, y Gonzalo Güemes Bracamonte.
Tipológicamente el palacio es obra del primer barroco asturiano, de inspiración clasicista. Sigue el modelo de los palacios exentos y de planta cúbica estructurada en torno a un amplio patio central. Su fachada occidental, de buena cantería, estaba flanqueada por dos torres, de cuatro plantas, de la que tan sólo resta la noroeste. Es una fachada muy sobria y desornamentada. Líneas de imposta delimitan sus tres plantas y dos bandas de sillares separan su cuerpo central de la torre y del ala suroeste que fue levantada por la familia Heredia. Dos pilastras cajeadas enmarcan la portada, sobre la que corre un friso decorativo de rosáceas y un balcón, que da paso al escudo de los Miranda con la corona del marquesado de Valdecarzana. El lienzo oriental del palacio muestra también fábrica de cantería y acoge, en el segundo piso, las armas de los Miranda y Ponce de León. La fachada norte es de mampostería revocada.
A finales del siglo XVIII, la familia Heredia reformó el palacio y su patio y lo dotó de su actual fachada meridional, derribando la torre de ese lado, y de un jardín, al que daba dicha fachada. El proyecto de estas obras corrió a cargo del arquitecto asturiano Manuel Reguera González, si bien su ejecución final no se debe a él.

## Descripción

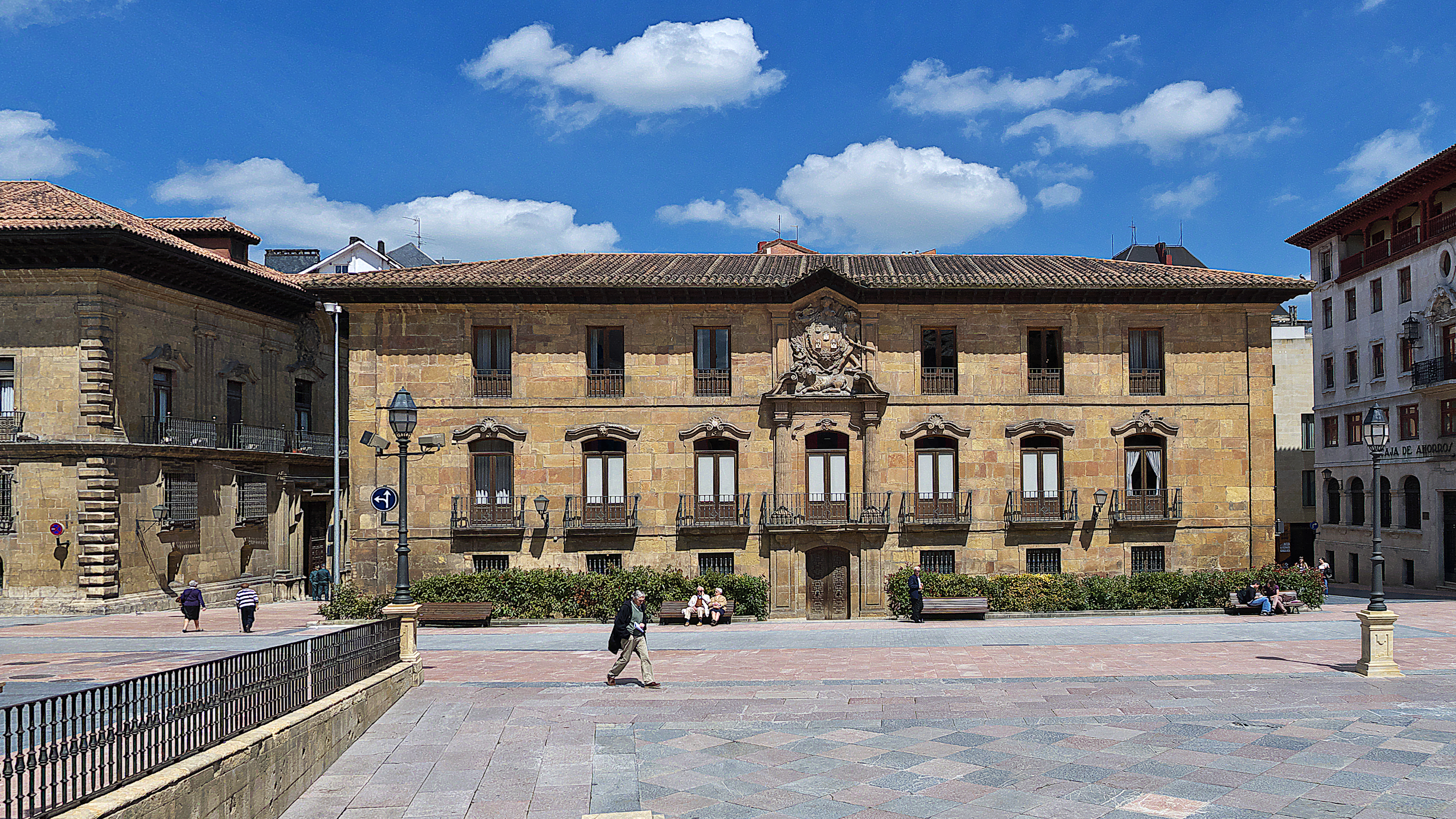
Fachada principal del palacio.

De estilo barroco desornamentado y academicista, la calle central es el eje compositivo y decorativo de esta fachada meridional, que está organizada, al igual que la occidental, en tres plantas separadas con líneas de imposta. La planta baja acoge la puerta de ingreso, de arco rebajado, entre pilastras con caja almohadillada. En el primer piso, se abre el balcón principal, enmarcado por dos semicolumnas de orden dórico. Sobre ellas reposa un entablamento quebrado, con friso decorativo clásico. Un frontón partido de volutas, ya en el piso superior, actúa de base del escudo, que rompe la línea de la cornisa. El escudo de los Heredia muestra a Hércules luchando con el león de Nemea y un mascarón, con la inscripción, a modo de diadema, del año 1774. Los siete balcones que se abren en el patio principal son de arco rebajado y presentan artísticos y moldurados remates, con veneras y máscaras.